# Livramento de Nossa Senhora
Livramento de Nossa Senhora est une municipalité brésilienne de l'État de Bahia et la microrégion de Livramento do Brumado.